# Смысловский, Игорь Алексеевич
Игорь Алексеевич Смысловский (30 августа [12 сентября] 1905, Москва — 30 августа 2000, Москва) — советский актёр театра и кино, народный артист РСФСР.

## Происхождение
Дед по матери, генерал от инфантерии Николай Николаевич Малахов (1827—1908). Мать, Елена Николаевна Малахова, потомственная дворянка. Отец Алексей Смысловский (1874—1935) — полковник артиллерии. В семье было семь детей. О судьбе старшего брата Бориса (Хольмстон-Смысловского) (1897—1988) в 1993 году был снят французско-швейцарский фильм «Ветер с востока».

## Биография
Игорь Алексеевич Смысловский  родился 30 августа (12) сентября 1905 года в Москве, до Октябрьской революции 1917 года учился в Кадетском корпусе. В 1928 году окончил Московский театральный техникум им. Луначарского (ЦЕТЕТИС).
Работал с 1928 года в Театре Чтеца, передвижном Молодом театре, театре «Затейник», Историко-революционном театре. Одновременно работал в механической лаборатории завода «Серп и Молот».
В 1931—1938 годах играл в Камерном театре. В 1938—1945 годах работал в Театре комедии в Ленинграде. Затем несколько десятилетий служил в Московском драматическом театре им. Гоголя.
Умер 30 августа 2000 года в Москве, похоронен на Востряковском кладбище.

## Награды и премии
- Заслуженный артист РСФСР (1954).
- Народный артист РСФСР (1969).
- Почётная грамота Президиума Верховного Совета РСФСР (6.01.1976).

## Фильмография
- 1941 — Валерий Чкалов — конструктор Мухин
- 1958 — Трое вышли из леса — собеседник в ресторане
- 1971 — Борис Годунов — Шуйский
- 1978 — Следствие ведут ЗнаТоКи. «Букет» на приёме — Анатолий Санатюк, дядя Вари
- 1986 — Верховный суд — Алёшечкин, член Верховного суда